# Cordelliera
Cordelliera è un termine utilizzato in araldica per indicare dei cordoni intrecciati che ornano esteriormente le arme delle nubili e delle vedove ed anche annodati per le maritate. 
Le nobili le portano d'argento, le principesse reali composte d'oro e di azzurro.
Si dice che la cordelliera sia stata istituita dalla regina Anna di Bretagna in onore di san Francesco, riprendendo il cordone del saio del santo il cui nome era quello del padre della regina stessa.
L'uso di portare la cordelliera composta di fili d'oro e d'azzurro era proprio delle regine e principesse di casa Savoia.

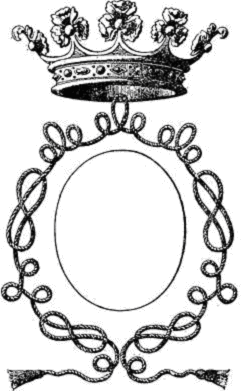
Cordelliera che circonda uno scudo ovale
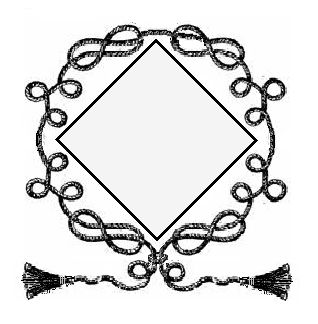
Cordelliera che circonda uno scudo a losanga
D'azzurro, a due lucertole montanti d'oro, alla cordelliera dello stesso posta in orlo (stemma di Brinckheim, Francia)